# Deutscher Buch- und Steindrucker
Der Deutsche Buch- und Steindrucker war eine ab dem Ende des 19. Jahrhunderts vierwöchentlich erscheinende Zeitschrift und laut ihrem Untertitel ein „monatlicher Bericht und Abhandlung über die graphischen Künste und Gewerbe.“ Das Fachblatt erschien in 32 Jahrgängen von Oktober 1894 bis 1926, teilweise mit dem Nebentitel Tiefdruck-Sonderheft. Mitunter war dem Periodikum, in dem die Zeitschrift Journal für Buchdruckerkunst, Schriftgießerei und verwandte Fächer aufging, das Blatt Graphische Feierstunden beigegeben.
Der in Berlin bei Morgenstern erschienene Buch- und Steindrucker titelte in seiner englischsprachigen Version als German Letterpress and Lithographic Printer, in seiner nordischen Ausgabe als Tyska bok- och stentryckaren und in spanischer Sprache als Tipógrafo a litógrafo alemán.
Ihre Fortsetzung fand die Monatsschrift im Deutschen Drucker.